# Texella shoshone
Texella shoshone is een hooiwagen uit de familie Phalangodidae.